# 硬草
硬草（学名：Sclerochloa dura）为禾本科硬草属下的一个种。原產於歐亞大陸，後被引進至北美和澳洲。

## 扩展阅读
- 維基物種上的相關：硬草